# Laure-Thérèse Cros
Pour les articles homonymes, voir Cros.
Laure-Thérèse Juliette Cros, épouse Bernard, née le 22 décembre 1856 à Paris et morte le 12 mai 1916 à Issy-les-Moulineaux, est une cryptarque française, connue comme quatrième prétendante au trône d'Araucanie et de Patagonie sous le nom de Laure-Thérèse Ire, succédant à son père Antoine-Hippolyte Cros (Antoine II).

## Biographie

### Famille

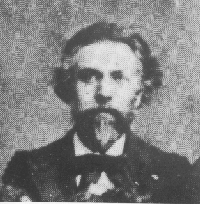
Antoine-Hippolyte Cros (1833-1903), son père.

Laure-Thérèse Cros est née le 22 décembre 1856 à Paris. Elle est la fille du docteur Antoine-Hippolyte Cros (1833-1903) (titré duc de Niacalel puis, à partir de 1902, prétendant au trône d'Araucanie et de Patagonie sous le nom d'Antoine II) et de sa première épouse, Leonilla Méndez e Texeira dos Santos, une Brésilienne. Cette dernière descendrait de Bartira Arco Vert, baptisée avec le nom chrétien de Marie du Saint-Esprit, d'un indigène brésilien et d'une princesse de la tribu brésilienne des Tabajaras.
Elle a un frère cadet, Térence Cros (vers 1868-1870), mort en bas âge, et une sœur cadette, Juliette Léonie Cros (1868-1945), qui épousera (1889) Henri Félix Samuel (1866-????), employé de commerce, et qui sera grand-mère maternelle de l'écrivain et homme politique Maurice Druon (1918-2009). Elle est aussi la nièce du poète et inventeur Charles Cros (1842-1888) et du peintre et verrier Henry Cros (1840-1907), et la cousine germaine du poète Guy-Charles Cros (1879-1956).
Laure-Thérèse Cros est baptisée le 15 janvier 1857 : son parrain est le consul du Brésil à La Haye.
La même année, son père Antoine-Hippolyte Cros reçoit le titre de docteur en médecine. Il s'établit dans la ville de Rio de Janeiro, capitale à l'époque de l'empire du Brésil.
Durant son séjour à Rio de Janeiro, Laure-Thérèse Cros est en contact avec différentes cultures. Elle se retrouve témoin du traitement brutal réservé aux indigènes.
En 1870, la famille Cros revient en France et s'installe à Asnières-sur-Seine.

### Mariage et descendance
Le 14 novembre 1877 à Paris, Laure-Thérèse Cros épouse l'homme de lettres Louis Marie Bernard (1853-1907), issu d'une famille de banquiers. De leur union naissent trois enfants :
- Étienne Bernard (1878-1936),
- Jacques-Antoine Bernard (1880-1952), titré duc de Niacalel et prince d'Aucas, et devient à son tour prétendant au trône d'Araucanie et de Patagonie sous le nom d'Antoine III,
- André Edmond Gabriel Bernard (1883-1942).

### Prétendante au trône d'Araucanie et de Patagonie
En 1902, lors de l'accession de son père Antoine-Hippolyte Cros au trône d'Araucanie et de Patagonie (qui succède à Achille Laviarde), Laure-Thérèse Cros reçoit de celui-ci les titres de duchesse de Niacalel et de princesse d'Aucas (titres du royaume d'Araucanie et de Patagonie).
Le règne d'Antoine-Hippolyte Cros est de courte durée puisqu'il meurt un an et demi plus tard, le 1er novembre 1903 à Asnières-sur-Seine. Selon une thèse défendue par Philippe Boiry au décès d'Antoine-Hippolyte Cros, la couronne d'Araucanie et de Patagonie est proposée à Georges Sénéchal de La Grange, alors second personnage du royaume, qui décline l'offre en faveur de Laure-Thérèse Cros, la Constitution prévoyant qu'en l'absence de testament, la succession doit suivre l'ordre dynastique.
C'est donc Laure-Thérèse Cros qui succède à son père, sous le nom de Laure-Thérèse Ire (en espagnol : Laura Teresa I). Elle est la première (et à ce jour la seule) femme à accéder au titre de prétendante au trône d'Araucanie et de Patagonie, et elle est également la première prétendante à être apparentée à son prédécesseur.
Laure-Thérèse Cros se désintéresse rapidement des affaires publiques du royaume d'Araucanie et de Patagonie.
Les prétendants au trône d'Araucanie et de Patagonie sont qualifiés de monarques et souverains de fantaisie,,
,, « n'ayant que des prétentions fantaisistes sur un royaume sans existence légale et ne jouissant d'aucune reconnaissance internationale. ».

### Décès
Laure-Thérèse Cros meurt le 12 mai 1916 à Issy-les-Moulineaux, âgée de 59 ans.

### Succession

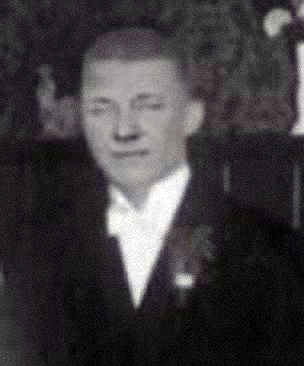
Jacques-Antoine Bernard (1880-1952), son fils et successeur sous le nom d'Antoine III.

Son second fils, Jacques-Antoine Bernard (1880-1952), lui succède sous le nom d'Antoine III dans ses prétentions au trône d'Araucanie et de Patagonie. Il abdiquera en faveur de Philippe Boiry (1927-2014) avec lequel il n'aura aucun lien de parenté.

## Honneurs
Philippe Boiry créera en 1958 « l'Ordre de la reine Laure-Thérèse », en souvenir de Laure-Thérèse Cros.

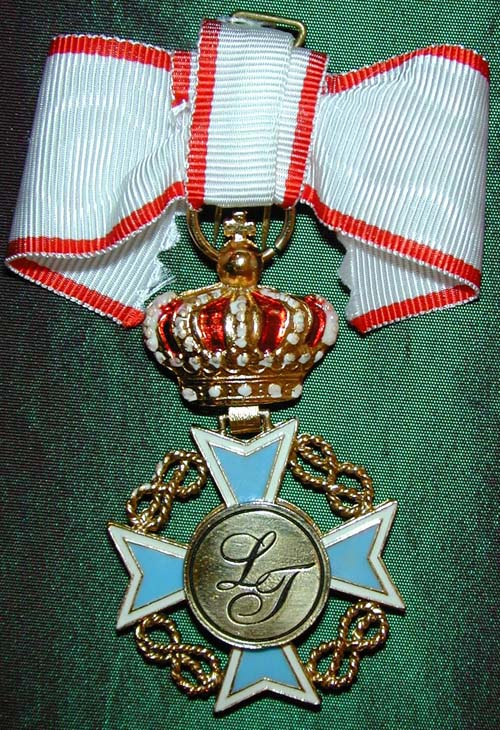
« Ordre de la Reine Laure-Thérèse » (au chiffre LT) (1958).